# Seven Seas Entertainment
Seven Seas Entertainment es una editorial estadounidense con sede en Los Ángeles, California, dedicada a la publicación de manga original en inglés. También publica bajo licencia mangas japoneses, novelas gráficas y webcómics. Es dirigida por Jason DeAngelis.

## Historia
En abril de 2005 la compañía se convirtió en la primera editorial en publicar un manga descargable a dispositivos Sony PSP, teniendo un total de 12,000 descargas durante su publicación. En octubre de 2005 anunciaron que obtuvieron la licencia de su primer manga japonés, la novela Boogiepop de Kouhei Kadono y Kouji Ogata. En septiembre de 2006 Seven Seas anunció su primera traducción de contenido del japonés al inglés, entre los títulos se encuentra la serie Strawberry Panic!
En marzo de 2008 la compañía inició la publicación de la novela de fantasía Avalon: Web of Magic de Rachel Roberts; además de la novela, se publicó un manga spin-off y un sitio web dedicado a la serie Avalon en septiembre de 2008.
En agosto de 2012 Seven Seas lanzó un portal de webcómic gratuito Zoom Comics en asociación con Pixie Trix Comix, inició publicando títulos como Amazing Agent Jennifer, Dracula Everlasting, Paranormal Mystery Squad y Vampire Cheerleaders.

## Obras
- 12 Beast
- Absolute Duo
- A Centaur's Life
- Afro Samurai
- Aoi House
- Boku no Tsuma wa Kanjō ga nai
- Boogiepop and Others
- Citrus
- Gakuen Polizi
- Girls und Panzer
- Hana to Hina After School
- Hayate X Blade
- Inukami!
- Kageki Shoujo!!
- Kashimashi: Girl Meets Girl
- Kodomo no Jikan
- Mahou Shoujo of the End
- Mahou Shoujo Site
- Mahou Shoujo Tokushusen Asuka
- Masamune-kun no Revenge
- Mayo Chiki!
- Miss Kobayashi's Dragon Maid
- Monster Musume
- My Boyfriend is a Vampire
- No Game No Life
- Senran Kagura
- Servamp
- Strawberry Panic!
- Strike Witches
- Tetragrammaton Labyrinth
- Tomodachi x Monster
- Toradora!
- Tokyo Revengers